# Lo mejor de La voz... Colombia
Lo mejor de La voz... Colombia es un álbum recopilatorio de varios artistas colombianos. Fue lanzado como primer álbum del programa de televisión nacional La Voz Colombia. Entre los artistas se encuentra la ganadora del concurso Miranda. Él fue estrenado durante la transmisión del programa del 10 de diciembre de 2012, y la misma noche fue puesto a la venta en i Tunes.

## Antecedentes y producción
Durante la transmisión del programa La voz Colombia, los directores decidieron producir un álbum con los mejores talentos del programa, y de esta manera el público Colombiano que noche a noche televisaba el concurso de canto más importante del país, seleccionara a través del sitio web del Canal Caracol los artistas con su respectiva canción para ser incluida dentro del material, finalmente fueron seleccionados 12 artistas que grabarían de manera profesional la canción escogida, bajo la producción de Miguel de Narváez.
Cada artista contó con la asesoría de su mentor: Victoria Castillo y Nina Díaz de Andrés Cepeda, Andrés Parra, Andrea Flórez, Giovanny Gil y Damián Torres, de Fanny Lu, Ignacio Peña, Miranda, Joan Alarcón y Ana María Villa de Ricardo Montaner, Giovanna Giacometto e Iván Camilo Quiroga de Carlos Vives.

## Lanzamiento y promoción
El álbum fue lanzado en formato digital la noche del 10 de diciembre de 2012 durante la transmisión del programa, mismo día en que se anunciaron los 12 concursantes que habían sido incluidos dentro del mismo, y el 17 de diciembre fue puesto en venta en los almacenes del grupo Éxito y principales disco-tiendas del país.
Del álbum no fue lanzado ningún sencillo oficial, por lo que ninguna de las 12 canciones estuvo en sistemas radiales nacionales, o programadas musicalmente. Las versiones fueron interpretadas completamente en vivo por los concursantes durante la transmisión del programa. Varias ruedas de prensa fueron presentadas a modo de promoción del álbum.

## Recibimiento crítico
El disco contó con comentarios mayoritariamente positivos por parte de la prensa, quienes lo catalogaron como el Soundtrack colombiano más exitoso del 2012.
Los críticos elogiaron la versatilidad de géneros del álbum, agregando que es un trabajo completamente magistral, que van desde la Salsa y el Vallenato, pasando por el Pop anglo hasta el Pop latino, sin mencionar que recopila y revive los mejores momentos del show.
También admiraron las maravillosas interpretaciones de Miranda y Victoria, y citaron sus potentes voces, escogiéndolas como las mejores versiones del álbum. Cabe resaltar que al final del programa Miranda y Victoria ocuparon el primer y segundo lugar en la final del programa del programa respectivamente.

## Rendimiento comercial
Tras el lanzamiento del álbum, se especuló que sería un total éxito comercial, ya que el púbico fue quien escogió los intérpretes para el contenido, de esta manera el álbum a tan solo unas horas de ser lanzado en i Tunes debutó en la primera posición de la lista de álbumes más vendidos en Colombia, y permaneció allí durante dos semanas consecutivas, y a una semana del lanzamiento fue certificado Disco de Platino en Colombia tras superar las 20 mil copias legales vendidas. Según fuentes de la disquetera Universal Music, encargada de lanzar y promocionar el álbum, luego de ponerse en venta el formato físico el disco ha totalizado las 35 mil copias vendidas en el país. 
Con esto Lo mejor de La voz... Colombia lanzado a finales de 2012, y en menos de un mes, se convirtió en el álbum más vendido de dicho año.

## Lista de canciones
- Edición estándar

| Lo mejor de La voz ...Colombia |                                                 |                                                  |          |  |
| N.º                            | Título                                          | Productor(es)                                    | Duración |  |
| 1.                             | «Yo no sé mañana» («Ignacio Peña»)              | Miguel de Narváez, Ricardo Montaner, MR          | 4:20     |  |
| 2.                             | «Me va a extrañar» («Joan Sebastian Alarcón»)   | Miguel de Narváez, Ricardo Montaner, MR          | 4:19     |  |
| 3.                             | «Rolling In The Deep» («Miranda»)               | Miguel de Narváez, Ricardo Montaner. MR          | 3:52     |  |
| 4.                             | «Sabor a mí» («Nana Díaz»)                      | Miguel de Narváez, Andrés Cepeda, Kike Santander | 2:52     |  |
| 5.                             | «Vida loca» («Giovanny Gil»)                    | Miguel de Narváez, Fanny Lu, Gilberto Santa Rosa | 3:09     |  |
| 6.                             | «Sin medir distancias» («Iván Camilo Quiroga»)  | Miguel de Narváez, Carlos Vives, Maía            | 5:12     |  |
| 7.                             | «Me cuesta tanto olvidarte» («Ana María Villa») | Miguel de Narváez, Ricardo Montaner, MR          | 2:56     |  |
| 8.                             | «La quiero a morir» («Andrés Parra»)            | Miguel de Narváez, Fanny Lu, Gilberto Santa Rosa | 5:07     |  |
| 9.                             | «I Will Always Love You» («Victoria Castillo»)  | Miguel de Narváez, Andrés Cepeda, Kike Santander | 4:30     |  |
| 10.                            | «Lo grande que es perdonar» («Damián Torres»)   | Miguel de Narváez, Fanny Lu, Gilberto Santa Rosa | 4:45     |  |
| 11.                            | «El amor que soñé» («Andrea Flórezl»)           | Miguel de Narváez, Fanny Lu, Gilberto Santa Rosa | 3:36     |  |

- Edición deluxe

| Edición deluxe |                                                    |                                       |          |  |
| N.º            | Título                                             | Productor(es)                         | Duración |  |
| 12.            | «Non, je ne regrette rien» («Giovanna Giacometto») | Miguel de Narváez, Carlos Vives, Maía | 2:17     |  |

## Posicionamiento en listas
| 2012     |                     |   |
| Colombia | Colombia Top Albums | 1 |

## Certificaciones
| País            | Organismo certificador | Certificación    | Ventas certificadas | Simbolización | Ref.  |
| --------------- | ---------------------- | ---------------- | ------------------- | ------------- | ----- |
| América del Sur |                        |                  |                     |               |       |
| Colombia        | ASINCOL                | Disco de Platino | 20 000              |               | [ 9 ] |